# Ariosoma obud
Ariosoma obud är en fiskart som beskrevs av Herre 1923. Ariosoma obud ingår i släktet Ariosoma och familjen havsålar. Inga underarter finns listade i Catalogue of Life.